# Stadiumi Demush Mavraj
Stadiumi Demush Mavraj – stadion piłkarski w Istoku, w Kosowie. Obiekt może pomieścić 1000 widzów. Swoje spotkania rozgrywają na nim piłkarze klubu KF Istogu.